# Laphria tibialis
Laphria tibialis är en tvåvingeart som beskrevs av Johann Wilhelm Meigen 1820. Laphria tibialis ingår i släktet Laphria och familjen rovflugor. Inga underarter finns listade i Catalogue of Life.